# Ängbyplan
Ej att förväxla med Ängby Torg, som ligger cirka 500 meter längre norrut.

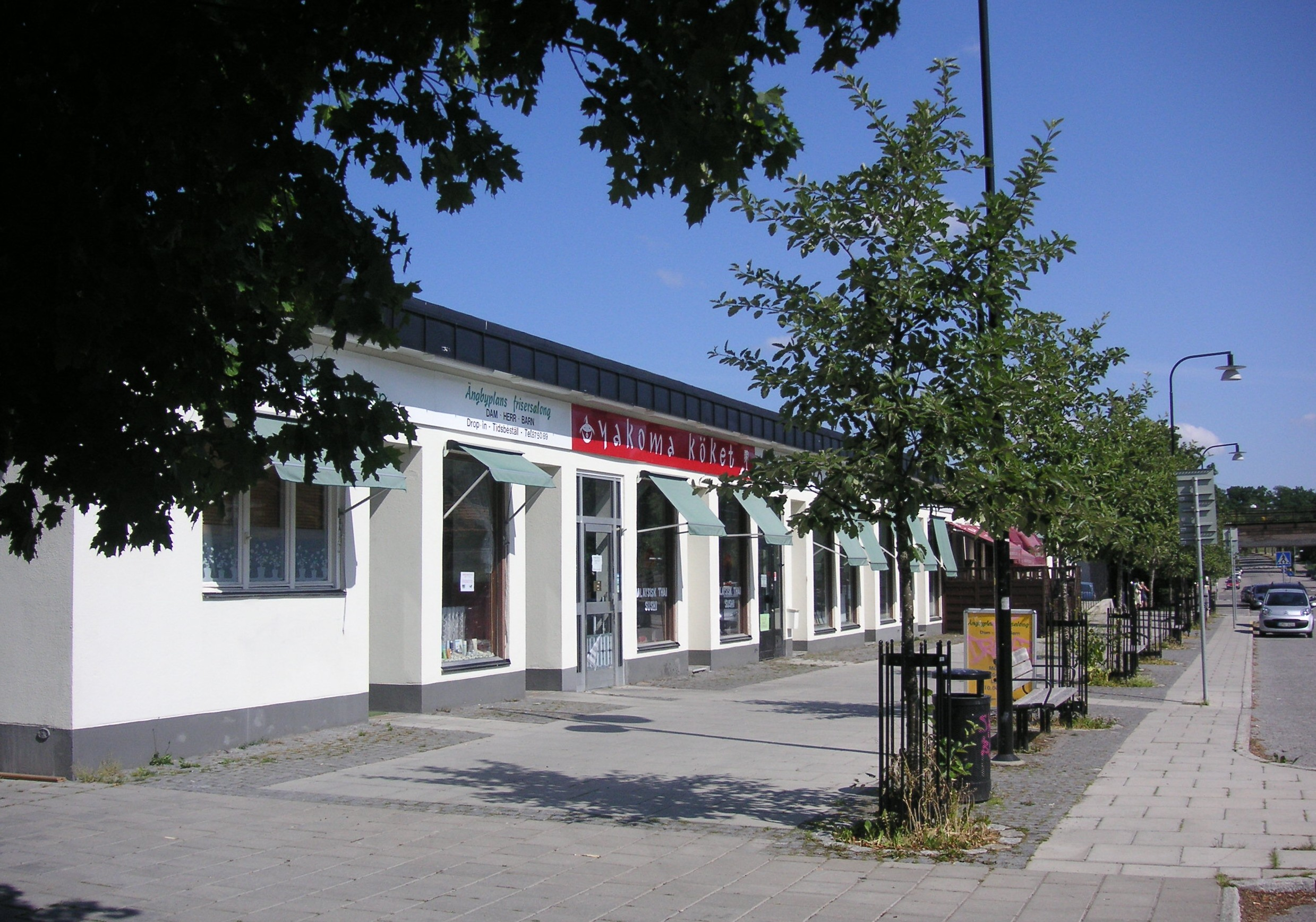
Affärslängan vid Färjestadsvägen/Ängbyplan

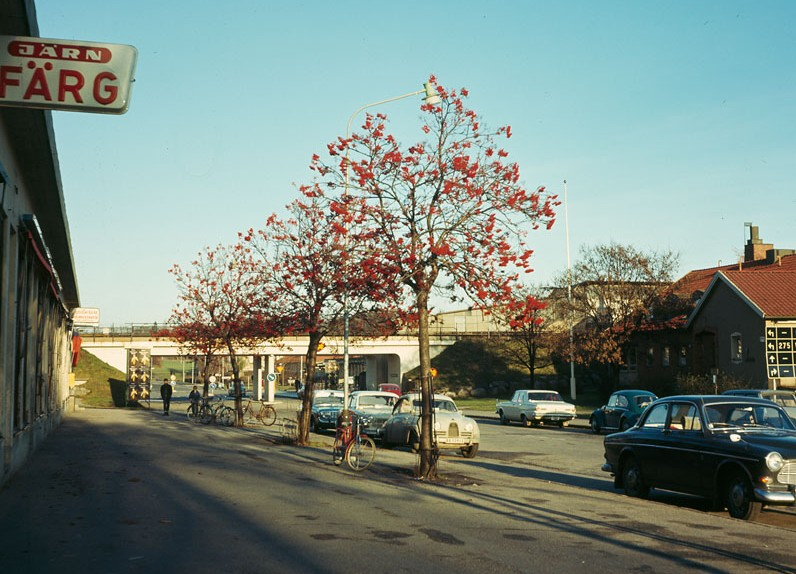
Ängbyplan med tunnelbaneuppgången under viadukten, 1967

Ängbyplan är två angränsande platser på var sin sida om Bergslagsvägen mellan stadsdelarna Norra och Södra Ängby i Västerort i Stockholms kommun. Området innefattar dels en öppen plats norr om vägen, dels en annan öppen plats och en tunnelbanestation söder om vägen.
Den öppna platsen norr om Bergslagsvägen inramas av Vultejusvägen, Karlebyvägen och Bergslagsvägen. Platsen är cirka 50 x 50 meter stor och fick sitt namn 1933. 
Den öppna platsen söder om Bergslagsvägen inramas av en affärslänga respektive tunnelbanestationen Ängbyplan och förskolan Färjan, på var sin sida om Färjestadsvägen. Invid Färjan vid början av Judarskogens naturreservat står Inga Hellmans bronsskulptur Clownerna från 1987.

## Tunnelbanestationen
Ängbyplan är en station på Stockholms tunnelbana i stadsdelen Södra Ängby och trafikeras av T-bana 1 (gröna linjen). Den ligger mellan stationerna Åkeshov och Islandstorget. Tunnelbanestationen Ängbyplan hette fram till 1962 Färjestadsvägen.

## Området
Nästintill den långa affärslängan byggdes år 1946 en barnstuga. Ängbygården finns kvar än idag, till mestadels oförändrad och fungerar än som ett daghem.  